# Jesús Rodríguez Aguilera
Jesús Rodríguez Aguilera (20 de junio de 1828-después de 1879) fue un político y militar cubano del siglo XIX. General de Brigada del Ejército Mambí, delegado a la Asamblea de Guáimaro y miembro de la Cámara de Representantes de la República de Cuba en Armas.

## Orígenes y primeros años
Jesús Rodríguez Aguilera nació en la ciudad de Holguín, Cuba, el 20 de junio de 1828. Provenía de una familia adinerada y su vida transcurrió como la de los habitantes ricos de la época. 
Hacia la década de 1860, Rodríguez Aguilera ingresó en una logia masónica, perteneciente al Gran Oriente de Cuba y las Antillas (GOCA), que encabezaba el Gran Maestro Dr. Vicente Antonio de Castro y Bermúdez. 
Los cubanos de esa época, utilizaban el secretismo y la discreción de las reuniones masónicas para conspirar sin interrupciones para dar inicio a la guerra de independencia de Cuba. Hacia el año 1868, todo parecía preparado para dar inicio a la guerra.

## Guerra de los Diez Años
El 10 de octubre de 1868, estalló la Guerra de los Diez Años (1868-1878), primera guerra por la independencia de Cuba. Rodríguez Aguilera, un activo masón, fue uno de los organizadores del alzamiento, en su región natal. En abril de 1869, fue diputado por Oriente a la Asamblea de Guáimaro, donde se sancionó la primera constitución de Cuba.
Alcanzó el grado de general de brigada en el Ejército Libertador cubano. Participó en numerosas batallas durante la Guerra de los Diez Años. Fue herido varias veces y se enfermó durante dicho conflicto. Su familia, diezmada por el conflicto, debió partir al exilio. 

## Pacto del Zanjón y Guerra Chiquita
El 10 de febrero de 1878, se firmó el Pacto del Zanjón que puso fin a la guerra. El Brigadier Rodríguez Aguilera estuvo de acuerdo y se acogió al pacto, ese mismo mes. Tras el fin de la Guerra de los Diez Años, se unió al Partido Liberal Autonomista de Cuba. No participó en la Guerra Chiquita (1879-1880), segunda guerra por la independencia de Cuba. 
Durante el período llamado Tregua Fecunda (1880-1895), no participó en las diversas conspiraciones independentistas, que pretendían reiniciar la guerra de independencia en Cuba.

## Últimos años y muerte
Anciano, enfermo y empobrecido por los estragos de la guerra, ya casi sin familia, el Brigadier Jesús Rodríguez Aguilera falleció en La Habana, en una fecha no especificada, probablemente a comienzos de la década de 1890.